# Kihon
Les kihon sont les bases des budo. Les kihon sont différenciés en plusieurs rubriques : 
1. Techniques de base
2. Postures de base
3. Déplacements de base

Si l'on compare un budo à un langage, alors les kihon sont le vocabulaire de base, les katas sont des phrases toutes faites et les « applications » (bunkai et entraînements à deux types kumite) sont des mises en pratique dans le langage courant.

## Au karaté
Au karaté, les kihon sont des techniques de défense, d’attaque et de déplacements que l’on répète seul. Le senseï montre un mouvement précis et le fait répéter d'un bout à l'autre du tatami. Ces techniques sont des attaques aussi bien que des blocages avec contre-attaques. Ils sont composés d’une seule technique ou d’un enchaînement. C'est l'occasion pour les débutants d'apprendre les techniques de base, et pour les initiés d'améliorer leur aptitude à exécuter correctement et avec force la technique, et de maîtriser les mouvements et les sensations. Cette étape de l'entraînement prépare en fait la suivante, le kumite.
C'est aussi un kata de base pour les débutants de gōjū-ryū Seigokan ; il prend le nom de kihon-tsuki-no-kata.

## Aukyūdō
Au kyūdō, les kihon sont les postures de base kihon-no-shisae et mouvements de base kihon-no-doza nécessaires à la discipline. Ces bases sont intégrées par le pratiquant pour obtenir une attitude juste dans la pratique. Parce qu'ils sont basés sur l'étiquette, leur étude en détail permet d’approfondir l'étiquette japonaise rei (礼).

## Au kendo
Au kendo, par kihon, on entend les techniques de base. Les quatre attaques — men, koté, do, tsuki — sont décomposées jusqu’en trois mouvements distincts : armée, coupe, reprise de kamae.
Il y a deux pratiques possibles : soit une technique exécutée en un seul temps (appelée ik-kyo-do) soit en trois temps distincts (appelée san-kyo-do).

## Au judo
Bien qu'en judo le mot kihon ne soit jamais évoqué, ils sont la base de tous les entraînement et sont systématiquement travaillés.
Les kihon sont différenciés en plusieurs rubriques :
- les habiletés techniques fondamentales ;
- les postures ;
- les saisies ;
- les (dé)placements ;
- les (dés)équilibres ;
- les chutes.